# Plages de Montsarrac
Les plages de Montsarrac sont deux plages de sable de la commune de Séné, donnant sur le golfe du Morbihan. Éloignées de moins d'un kilomètre l'une de l'autre, elles sont situées sur la presqu'île de la Villeneuve: la première au niveau de l'isthme, la seconde au nord-ouest de la presqu'île, face à l'île de Béchit. Chacune d'elles mesure environ 150 m de longueur.
Le nom de Montsarrac fait référence à un village de pêcheurs situé à proximité.